# منطقه‌های مالاوی
منطقه‌های مالاوی (انگلیسی: Regions of Malawi) شامل سه منطقه می‌شود که مجموعاً به ۲۸ بخش تقسیم می‌شوند.
- منطقه شمالی

جمعیت: ۱٬۷۰۸٬۹۳۰ (سرشماری ۲۰۰۸)
مساحت: ۲۶٬۹۳۱ کیلومتر مربع (۱۰٬۳۹۸ مایل مربع)
مرکز:مزوزو
- منطقه مرکزی

جمعیت: ۵٬۵۱۰٬۱۹۵ (سرشماری ۲۰۰۸)
مساحت: ۳۵٬۵۹۲ کیلومتر مربع (۱۳٬۷۴۲ مایل مربع)
مرکز: لیلونگوه
- منطقه جنوبی

جمعیت: ۵٬۸۷۶٬۷۸۴ (سرشماری ۲۰۰۸)
مساحت: ۳۱٬۷۵۳ کیلومتر مربع (۱۲٬۲۶۰ مایل مربع)
مرکز: بلانتایر.